# Amidar
Amidar (アミダー?, Amidā) è un videogioco arcade a schermata fissa sviluppato e pubblicato nel 1982 da Konami. Ne è stata realizzata una conversione per Atari 2600 distribuita da Parker Brothers.

## Modalità di gioco
Il gameplay è un misto tra Pac-Man e Qix. In Amidar si controllano alternativamente un gorilla (nei livelli dispari) e un rullo (in quelli pari), il cui scopo è quello di percorrere tutti i lati dei rettangoli che formano il labirinto nel quale essi agiscono, evitando i nemici che li inseguono: selvaggi guerrieri per il primo e maialini per il secondo. I livelli pari sono più complessi, in quanto bisogna partire obbligatoriamente dal rettangolo in basso al centro percorrendo quindi i lati di uno tra quelli contigui, e via via si procederà allo stesso modo per ogni rettangolo.
Quando un rettangolo viene percorso su tutti e quattro i lati, esso prenderà colore. Percorrendo poi tutti i lati dei quattro rettangoli posti agli angoli del labirinto si ottiene un'invincibilità temporanea per gorilla e rullo, che potranno anche eventualmente neutralizzare i nemici facendo così guadagnare ulteriori punti. Una volta colorati tutti i rettangoli, il livello sarà di fatto completato e si accede ad una prova bonus, col giocatore che qui controlla uno dei maialini, chiamato a individuare fra sei possibili percorsi l'unico lungo il quale si trova un casco di banane; in caso di successo verranno assegnati 5000 punti. Il gioco prosegue quindi con un nuovo livello.
Si usano un joystick, per guidare i movimenti dei personaggi giocanti, e un tasto, che una volta premuto fa saltare i nemici per due secondi, permettendo così al giocatore di trovare una via di fuga nelle situazioni pericolose: a questo stratagemma, efficace soprattutto quando i protagonisti sono accerchiati, si può ricorrere solo tre volte in ogni livello.
Le vite a disposizione sono tre, incrementabili al raggiungimento di determinati punteggi. Il contatto coi nemici ne toglie immediatamente una. Dopo i 930000 punti non ne potranno più essere ottenute. 

## Imitazioni
Sono stati realizzati molti cloni e varianti di Amidar per molte piattaforme. Formano un sottogenere anche detto dei giochi painter (lett. "pittore". Alcuni dei più noti o più storici:
- Jolly Jogger (Taito 1982) come arcade
- Painter (A&F 1982) per Acorn Atom, BBC Micro
- Time Runner (Funsoft 1982) per Atari 8-bit, Commodore 64, TRS-80
- Triple Punch (KKI 1982) come arcade
- Colour Clash (Romik Software 1983) per ZX Spectrum
- Crazy Painter (Superior Software 1983) per BBC Micro
- Cuthbert Goes Walkabout (Tandy 1983) per vari computer
- Damper (Quicksilva 1983) per ZX81
- Oh Mummy (vari 1984) per vari computer
- Pesky Painter (Supersoft 1984) per C64
- Major Blink (CRL 1985) per Commodore 16
- Zoom! (Sega 1988) per Amiga, C64, MS-DOS, SNES
- Live Wire! (SCi 1999) per Windows, PlayStation
- Escape Vektor (Nnooo 2011) per Wii, PS Vita, Nintendo DS

Bootleg da sala giochi:
- Amigo, pubblicato nel 1982
- Mandinga, pubblicato da Electrogames S.A. nel 1982, a sua volta copiato come Mandinka o Olivmandingo